# Itsekiri
Die Sprache Itsekiri (Ìṣekírì in der eigenen Orthographie) ist eine yoruboide Sprache, die von nahezu 900.000 Personen in Nigeria als Muttersprache und von einigen weiteren als eine zusätzliche Sprache vor allem im Nigerdelta und Teilen der nigerianischen Bundesstaaten Edo und Ondo gesprochen wird.
Itsekiri ist eine Hauptsprache der yoruboiden Gruppe der Sprachen, die selbst ein Schlüsselmitglied der Volta-Niger-Subfamilie der afrikanischen Niger-Kongo-Sprachfamilie ist. Die anderen Schlüsselmitglieder der yoruboiden Gruppe sind Yoruba (22 Millionen) und Igala (1,8 Millionen) gemeinsam mit verschiedenen Yoruba-Dialekten, die in Benin und Togo gesprochen werden. Itsekiri ist am nächsten mit den südöstlichen Yorubadialekten verwandt und ähnelt stark deren Grammatik, Wortschatz und Syntax. Das Itsekiri-Sprachgebiet liegt am südlichen Ende eines Kontinuums von Yorubadialekten, das von den nördlichen Yorubaländern Oyo und Offa zu den westlichen Mündungen des Nigerdeltas reicht. In vielen Bereichen könnten Standardyoruba und Itsekiri als offizielle Varianten der gleichen Sprache betrachtet werden. Obwohl Itsekiri und die südöstlichen Yorubadialekte sich bis zu einem gewissen Grad verständlich sind, abhängig davon wie nah sie sich sind, verwenden allerdings muttersprachliche Itsekiri-Sprecher im Gegensatz zu Sprechern anderer Yorubadialekte nicht das Standardyoruba als Verkehrssprache. Dies liegt an der historischen Isolierung des Hauptteils der Itsekirisprecher im Nigerdelta von dem Kontinuum der Yoruba-Sprecher sowie einer jahrhundertelangen Entwicklung einer eigenständigen und unterschiedlichen soziokulturell-politischen Itsekiri-Identität. Nichtsdestoweniger können von einem sprachwissenschaftlichen Standpunkt gesehen sowohl Itsekiri als auch Standardyoruba (basierend auf dem Oyo-Dialekt) als die zwei offiziell anerkannten Standardformate des Yoruba-Dialektclusters betrachtet werden – eines gesprochen von nahezu einer Million Personen, das andere von über 20 Millionen.
Itsekiri ist am nächsten mit Yoruba und entfernt mit Igala verwandt und vereint Elemente beider Sprachen. Es wurde auch stark von Edo (Bini), Portugiesisch und Englisch beeinflusst und hat Lehnwörter von den benachbarten Sprachen Ijo (eine ijoide Sprache) und Urhobo (eine edoide Sprache) übernommen. Allerdings ist seine Grundstruktur, die Grammatik und das Vokabular essentiell yoruboid, da ihre nächsten Verwandten die südöstliche Gruppe der Yorubadialekte ist: Ijebu, Ilaje-Ikale, Ondo, Akure und Owo. Während es am nächsten diesen Dialekten ähnelt, enthält das Itsekiri allerdings auch Elemente der nördlichen Yorubadialekte, vor allem Ife und Oyo. Itsekiri hat sich teils auch aus dem Palast-Yorubadialekt entwickelt, der im vorkolonialen Königreich Benin gesprochen wurde – die Itsekiri-Monarchie hat ihre Wurzeln im Benin-Königreich und eine Form des Palastyoruba hat auch ihre Entwicklung beeinflusst. Das Itsekiri entwickelte sich teils auch aus einem Amalgam von Sprachen verschiedener Gruppen, die im westlichen Nigerdelta zur Zeit der Formation der Itsekiri-Nation im frühen 15. Jahrhundert präsent waren. 
Heutzutage üben das Yoruba, Englisch und vor allem das nigerianische Pidginenglisch einen großen Einfluss auf die Entwicklung des Itsekiri aus. Viele Itsekiri sind inzwischen zweisprachig mit Englisch oder dem Pidginenglisch und bevorzugen auch jene als Alltagssprache.